# Премия синдиката кинокритиков за лучший французский фильм
Премия синдиката кинокритиков за лучший французский фильм (фр. Prix du meilleur film français du syndicat de la critique de cinéma), ранее называвшаяся премией Мельеса — ежегодная награда, учрежденная в 1946 году Французским синдикатом кинокритиков для лучшего французского фильма или ленты совместного производства.

## Лауреаты
- 1946: Битва на рельсах / La Bataille du rail (Рене Клеман)
- 1947: Молчание — золото / Le silence est d’or (Рене Клер)
- 1948: Париж в 1900 году / Paris 1900 (Николь Ведрес)
- 1949: Манон / Manon (Анри-Жорж Клузо)
- 1950: Июльское рандеву / Rendez-vous de juillet (Жак Беккер)
- 1951: Дневник сельского священника / Journal d’un curé de campagne (Робер Брессон)
- 1952: Ночные красавицы / Les Belles de nuit (Рене Клер)
- 1953: Плата за страх / Le Salaire de la peur (Анри-Жорж Клузо)
- 1954: Красное и Чёрное / Le Rouge et le Noir (Клод Отан-Лара)
- 1955: Мужские разборки / Du rififi chez les hommes (Жюль Дассен)
- 1956 (ex-æquo):
  - В мире безмолвия / Le Monde du silence (Жак-Ив Кусто)
  - Большие манёвры / Les Grandes Manœuvres (Рене Клер)
- 1957 (ex-æquo):
  - Через Париж / La Traversée de Paris (Клод Отан-Лара)
  - Приговорённый к смерти бежал / Un condamné à mort s’est échappé (Робер Брессон)
- 1958: Мой дядюшка / Mon oncle (Жак Тати)
- 1959 (ex-æquo):
  - Хиросима, любовь моя / Hiroshima mon amour (Ален Рене)
  - Четыреста ударов / Les Quatre Cents Coups (Франсуа Трюффо)
- 1960 (ex-æquo):
  - Дыра / Le Trou (Жак Беккер)
  - На последнем дыхании / À bout de souffle (Жан-Люк Годар)
- 1961: В прошлом году в Мариенбаде / L’Année dernière à Marienbad (Ален Рене)
- 1962: Процесс / Le Procès (Орсон Уэллс)
- 1964: Шербурские зонтики / Les Parapluies de Cherbourg (Жак Деми)
- 1965: Старая недостойная дама / La Vieille Dame indigne (Рене Аллио)
- 1966 (ex-æquo):
  - Война окончена / La guerre est finie (Ален Рене)
  - Наудачу, Бальтазар / Au hasard Balthazar (Робер Брессон)
- 1967 (ex-æquo):
  - Дневная красавица / Belle de jour (Луис Буньюэль)
  - Мушетт / Mouchette (Робер Брессон)
- 1968: Украденные поцелуи / Baisers volés (Франсуа Трюффо)
- 1969: Моя ночь у Мод / Ma nuit chez Maud (Эрик Ромер)
- 1970: Дикий ребёнок / L’Enfant sauvage (Франсуа Трюффо)
- 1971: Колено Клер / Le Genou de Claire (Эрик Ромер)
- 1972: Скромное обаяние буржуазии / Le Charme discret de la bourgeoisie (Луис Буньюэль)
- 1973: Американская ночь / La Nuit américaine (Франсуа Трюффо)
- 1974: Лакомб Люсьен / Lacombe Lucien (Луи Маль)
- 1975: Пусть начнётся праздник / Que la fête commence (Бертран Тавернье)
- 1976: История Адели Г. / L’Histoire d’Adèle H. (Франсуа Трюффо)
- 1977: Провидение / Providence (Ален Рене)
- 1978: Досье на 51-го / Le Dossier 51 (Мишель Девиль)
- 1979: Персеваль Валлиец / Perceval le Gallois (Эрик Ромер)
- 1980: Мой американский дядюшка / Mon oncle d’Amérique (Ален Рене)
- 1981 (ex-æquo):
  - Безупречная репутация / Coup de torchon (Бертран Тавернье)
  - Под предварительным следствием / Garde à vue (Клод Миллер)
- 1982: Комната в городе / Une chambre en ville (Жак Деми)
- 1983: Полина на пляже / Pauline à la plage (Эрик Ромер)
- 1984: Ночи полнолуния / Les Nuits de la pleine lune (Эрик Ромер)
- 1985 (ex-æquo):
  - Опасность в доме / Péril en la demeure (Мишель Девиль)
  - Без крыши, вне закона / Sans toit ni loi (Аньес Варда)
- 1986: Тереза / Thérèse (Ален Кавалье)
- 1987: До свидания, дети / Au revoir les enfants (Луи Маль)
- 1988: Маленькая воровка / La Petite Voleuse (Клод Миллер)
- 1989: Месье Ир / Monsieur Hire (Патрис Леконт)
- 1990: Скромная / La Discrète (Кристиан Венсан)
- 1991: Прекрасная спорщица / La Belle Noiseuse (Жак Риветт)
- 1992: Сердце зимой / Un cœur en hiver (Клод Соте)
- 1993: Курить / Не курить / Smoking / No Smoking (Ален Рене)
- 1994: Три цвета: Красный / Trois Couleurs: Rouge (Кшиштоф Кесьлёвский)
- 1995: Нелли и месье Арно / Nelly et Monsieur Arnaud (Клод Соте)
- 1996: Капитан Конан / Capitaine Conan (Бертран Тавернье)
- 1997: Знакомые песни / On connaît la chanson (Ален Рене)
- 1998: Воображаемая жизнь ангелов / La Vie rêvée des anges (Эрик Зонка)
- 1999: Болезнь Захса / La Maladie de Sachs (Мишель Девиль)
- 2000: Собиратели и собирательница колосьев / Les Glaneurs et la Glaneuse (Аньес Варда)
- 2001: Сказочная судьба Амели Пулен / Le Fabuleux Destin d’Amélie Poulain (Жан-Пьер Жене)
- 2002: Быть и иметь / Être et avoir (Никола Филибер)
- 2003: трилогия Сногсшибательная связь / Кобылица / После жизни / Un couple épatant / Cavale / Après la vie (Люка Бельво)
- 2004: Короли и королева / Rois et Reine (Арно Деплешен)
- 2005: Моё сердце биться перестало / De battre mon cœur s’est arrêté (Жак Одиар)
- 2006: Сердца / Cœurs (Ален Рене)
- 2007: Кус-кус и барабулька / La Graine et le Mulet (Абделлатиф Кешиш)
- 2008: Пляжи Аньес / Les Plages d’Agnès (Аньес Варда)
- 2009: Пророк / Un prophète (Жак Одиар)
- 2010: Люди и боги / Des hommes et des dieux (Ксавье Бовуа)
- 2011: Управление государством / L’Exercice de l'État (Пьер Шолле)
- 2012: Любовь / Amour (Михаэль Ханеке)
- 2013: Жизнь Адели / La Vie d’Adèle (Абделлатиф Кешиш)
- 2014: Тимбукту / Timbuktu (Абдеррахман Сиссако)
- 2015: Фатима / Fatima (Филипп Фокон)
- 2016: Она / Elle (Пол Верховен)
- 2017: 120 ударов в минуту / 120 battements par minute (Робен Кампийо)
- 2018: Мектуб, моя любовь / Mektoub, My Love: Canto Uno (Абделлатиф Кешиш)
- 2019: Отверженные / Les Misérables (Ладж Ли)
- 2020: Что мы говорим, что мы делаем / Les Choses qu'on dit, les Choses qu'on fait  (Эмманюэль Муре)
- 2021: Онода: 10 000 ночей в джунглях/ Onoda, 10 000 Nuits dans la Jungle (Артур Арари)